# Marc Zanussi
Marc Zanussi (geboren am 11. März 1959 in Düdelingen; gestorben am 24. Juni 2004 im Ärmelkanal) war ein luxemburgischer Politiker der LSAP und Sportfunktionär. Er war, von Februar 1990 bis zu seinem Tode, Abgeordneter in der Deputiertenkammer, dem Parlament des Landes sowie Präsident des nationalen Turnverbandes.

## Werdegang
Zanussi war gelernter Schlosser und bei der staatlichen Eisenbahngesellschaft CFL beschäftigt, zugleich war er gewerkschaftlich engagiert. Er war schon in jungen Jahren parteipolitisch aktiv, von 1978 bis 1986 war Zanussi Generalsekretär der Sozialistischen Jugend, der Nachwuchsorganisation der LSAP. Später hatte er einen hauptamtlichen Sekretärsposten bei der Mutterpartei inne, den er bei seinem Einzug in die Kammer aufgeben musste.

## Politiker
Bei der Kammerwahl 1989 kandidierte Zanussi im Wahlkreis Süd und landete, bei neun der Partei zustehenden Mandaten, nur auf dem 14. Platz. Da aber die vor ihm liegenden Jacques Poos, Johny Lahure und Alex Bodry ihre Sitze nicht einnehmen konnten, da sie auf die Regierungsbank wechselten, Maurice Thoss sein Mandat niedergelegt und Bernard Berg auf dessen Nachfolge verzichtet hatte, wurde Zanussi am 13. Februar 1990 schließlich doch als Parlamentsabgeordneter vereidigt. Bei den darauffolgenden Wahlen 1994 und 1999 konnte er sein Mandat jeweils erfolgreich verteidigen.
Während seiner Zeit in der Kammer lag der Fokus seiner politischen Arbeit im Verkehrsbereich, und so saß Zanussi auch dem Parlamentsausschuss für Transport vor. Hier tat er sich unter anderem mit der Aufarbeitung der sogenannten „Kralowetz-Affäre“ hervor, bei der 2002 aufgedeckt wurde, dass ein Speditionsunternehmen Fahrer aus Ostblockstaaten zu Dumpinglöhnen beschäftigt hatte, oder dem Umgang von Regierung und Luxair mit den Angehörigen der Opfer des Flugzeugabsturzes vom 6. November 2002. Ein weiterer Schwerpunkt Zanussis war die Bildungspolitik; hier war er auch außerparlamentarisch aktiv als Vorsitzender eines Vereines zur Förderung von Lese- und Rechtschreibschwachen.

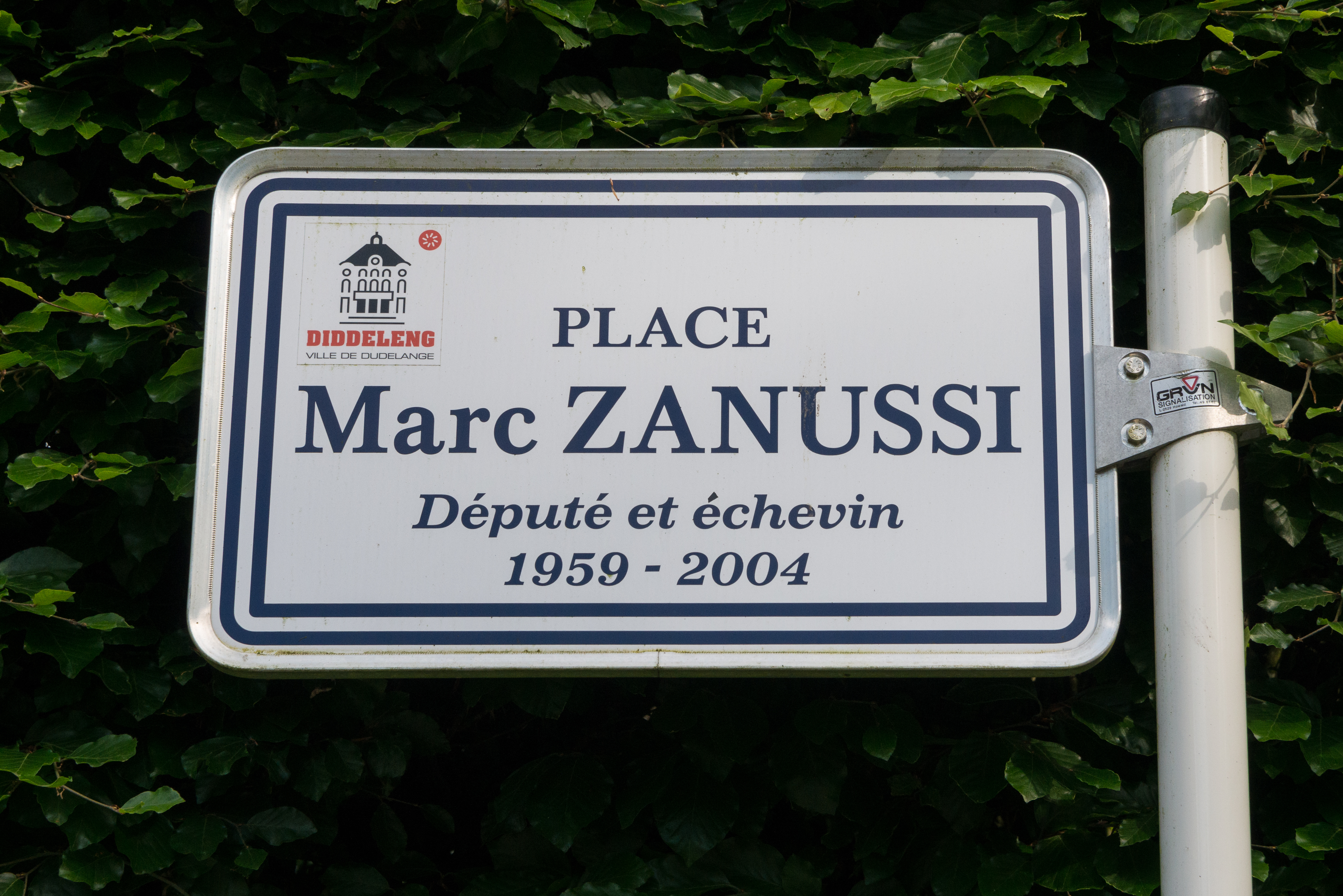
Straßenschild in Düdelingen

Bei der Wahl am 13. Juni 2004 gelang ihm der erneute Einzug in die Kammer. Da er in seiner Heimat Düdelingen seit 1984 als Gemeinderat und seit 1991 als Schöffe fungiert hatte, galt er zugleich als aussichtsreicher Nachfolger von Bürgermeister Di Bartolomeo, der als Gesundheitsminister vorgesehen war und diesen Posten daher niederlegen musste. Bevor diese Überlegungen hatten umgesetzt werden können, kam Zanussi am 24. Juni bei einem Surfunfall an der Küste des Ärmelkanals ums Leben. Er hinterließ seine Frau und zwei Söhne. 
Zum Zeitpunkt seines Todes war Zanussi seit vier Jahren Vorsitzender des nationalen Turnverbandes Fédération luxembourgeoise de Gymnastique (FLGym).  Der ihm im Parlament nachfolgende Roger Negri sollte dieses Amt später und bis 2012 ebenfalls innehaben. In seiner Heimatstadt Düdelingen wurde später ein Platz nach Zanussi benannt.